# Ichneumon bilimeki
Ichneumon bilimeki là một loài tò vò trong họ Ichneumonidae.